# موسي (دوستان)
موسی (بالفارسية: موسی) هي قرية تقع في إيران في قسم دوستان الريفي. يقدر عدد سكانها بـ 109 نسمة .